# Neonothopanus
Neonothopanus là một chi nấm trong họ Marasmiaceae of mushrooms. Đây là chi đơn loài, chứa một loài Neonothopanus nambi, được tìm thấy ở Nam Mỹ.